# 哈姆拉國家公園
哈姆拉國家公園（瑞典語：Hamra nationalpark）是瑞典的一個國家公園，位於耶夫勒堡省。哈姆拉國家公園成立於1909年，面積28公頃（69英畝），在2011年面積擴大為1,383公頃（3,420英畝）。